# Lambert Wiesing

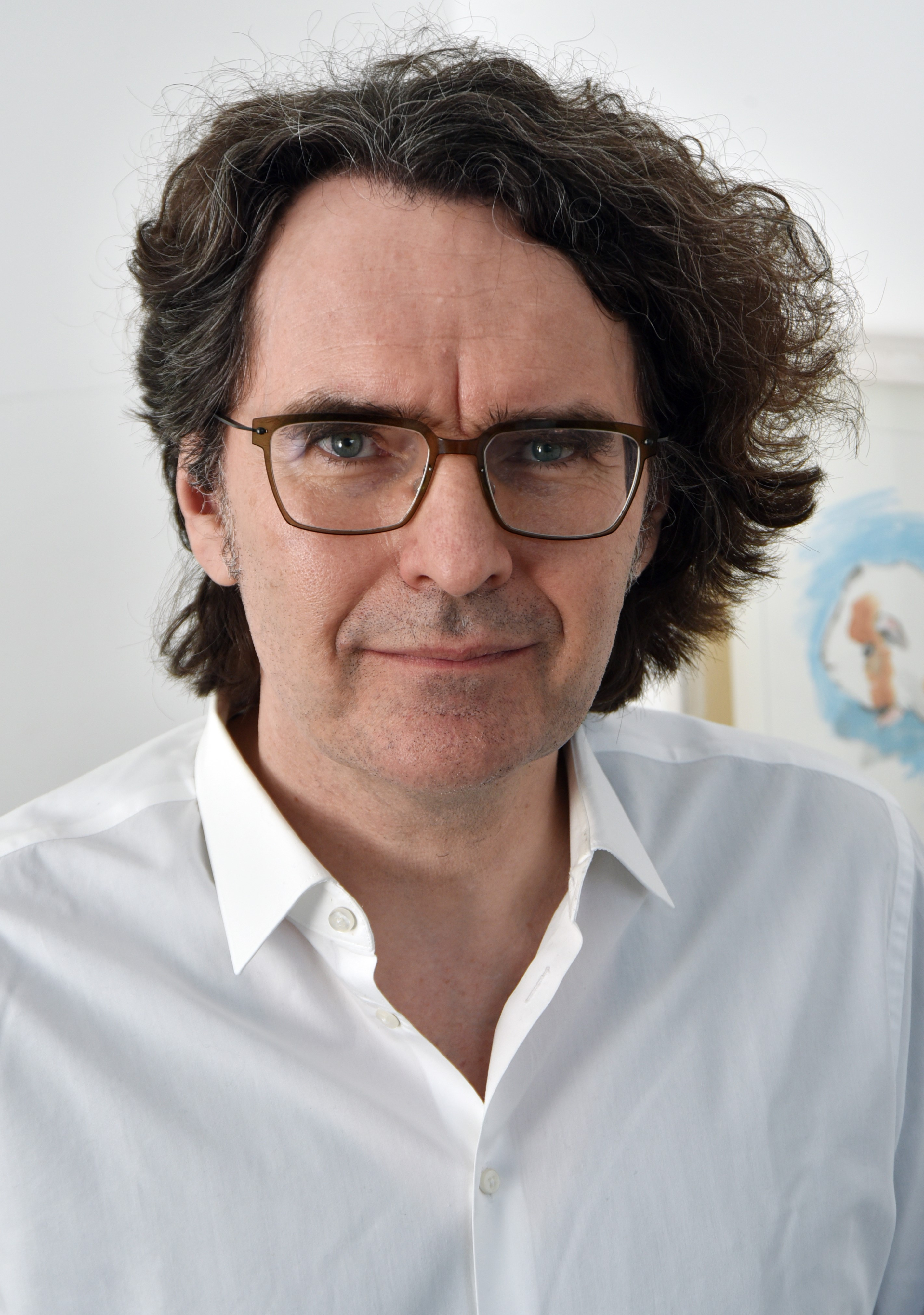
Lambert Wiesing, 2022

Lambert Wiesing (* 9. April 1963 in Ahlen) ist ein deutscher Philosoph mit den Spezialgebieten Phänomenologie, Wahrnehmungs- und Bildtheorie sowie Ästhetik.

## Leben
Lambert Wiesing, Bruder des Medizinethikers Urban Wiesing, studierte Philosophie, Kunstgeschichte und Archäologie an der Westfälischen Wilhelms-Universität Münster und wurde dort 1989 promoviert. 1996 habilitierte sich Wiesing im Fach Philosophie an der Technischen Universität Chemnitz mit der Habilitationsschrift Die Sichtbarkeit des Bildes. Geschichte und Perspektiven der formalen Ästhetik.
Zusammen mit Birgit Recki und Karlheinz Lüdeking gründete Wiesing 1993 die Deutsche Gesellschaft für Ästhetik, deren Vizepräsident er von 1993 bis 1999 und 2002 bis 2006 und deren Präsident er von 2006 bis 2009 war. Wiesing hatte Gastprofessuren an den Universitäten Wien, Oxford und am Dartmouth College in Hanover (New Hampshire). 2001 wurde er Inhaber der Professur für Vergleichende Bildtheorie im Bereich Medienwissenschaften an der Friedrich-Schiller-Universität Jena und erhielt an dieser 2009 den Lehrstuhl für Bildtheorie und Phänomenologie im Institut für Philosophie. 2019 wurde Wiesing zum Präsidenten der Deutschen Gesellschaft für phänomenologische Forschung gewählt. Zusammen mit Thomas Fuchs, der zeitgleich zum Vizepräsidenten gewählt wurde, leitet er die Gesellschaft.

## Forschung

### Bildtheorie
In der Aufsatzsammlung Artifizielle Präsenz von 2005 ordnet Wiesing die gegenwärtige Bildtheorie – die sich von der Bildwissenschaft abgrenzen lässt – in drei Hauptströmungen ein: eine anthropologische, eine zeichentheoretische und eine phänomenologische. In Phänomene im Bild (2000) skizziert er die Tradition der Phänomenologie des Bildes von Edmund Husserl, Jean-Paul Sartre und Maurice Merleau-Ponty und schließt seinen Ansatz dieser Denkrichtung an, welche die Bildtheorie vor dem Hintergrund einer Bewusstseins- und Wahrnehmungstheorie versteht. Dezidiert wendet sich Wiesing gegen den zeichen- oder synonym: sprachanalytischen Ansatz, der die Bildtheorie unter die Semiotik mit ihrem sprachanalytischen Instrumentarien und Vokabular subsumiert. Er kritisiert die "Semiotifizierung" des Bildes und betont eine Pluralität der Bildphänomene:

„Bilder können, sie müssen jedoch nicht als Zeichen fungieren.“

Die Hauptthese besagt, dass das Bild nicht als Zeichen interpretiert, sondern primär in seiner besonderen Sichtbarkeit beschrieben werden muss. Denn für Wiesing hat man es bei einem Bild nicht immer und notwendig mit einem Zeichen zu tun. Bereits in der 1997 erschienenen Habilitationsschrift Die Sichtbarkeit des Bildes prägt er in Anlehnung an Konrad Fiedler den Begriff der reinen Sichtbarkeit und verweist auf den asemantischen Gebrauch des Bildes:

„Daß ein Bild auch ein Zeichen sein kann, ist das Produkt einer nachträglichen Nutzung der reinen Sichtbarkeit als Zeichen für das, womit diese Ähnlichkeit hat.“

Der Zeichencharakter von Bildern ist demnach eine kontingente Eigenschaft, die nachträglich angewendet wird, wenn man das Bild als praktischen Zeichenträger verwendet, um sich auf etwas referentiell zu beziehen, was sich außerhalb des Bildes befindet.
Diese Verwendung des Bildes zum Zeigen wird eingehend beschrieben in Sehen lassen. Dort wendet sich Wiesing gegen die in der Kunstgeschichte verbreitete Auffassung, Bilder könnten von sich aus etwas zeigen oder würden gar sich selbst zeigen. Für Wiesing ist dies ein Anthropomorphisierung des Bildes, welche in einer neuen Bildmythologie endet.
Im Zusammenhang mit seiner inversen Transzendentalphilosophie der Wahrnehmung, ausgearbeitet 2009 in Das Mich der Wahrnehmung, konstatiert Wiesing:

„Die Bildwahrnehmung ist etwas Besonderes, weil das Objekt der Bildwahrnehmung ontologisch einzigartig ist.“

Durch das Herstellen von Bildern ist es dem Menschen möglich – dies ist die anthropologische Bedingung des Bildes – sich aus der visuellen Umklammerung zu befreien, nur dasjenige sehen zu können, was auch tatsächlich anwesend ist. Wenn man auf ein Bild schaut, dann blickt man in eine „physikfreie Zone“, da das Bildobjekt eine „ontologische Ausnahme“ darstellt, die einen Gegenstand in einer „gespenstischen Wirklichkeit“ präsentiert:

„Sichtbarkeit ohne Anwesenheit von realen Dingen.“

Obwohl dieser phänomenologische Ansatz für jedes Phänomen der Bildlichkeit gilt, gibt es besondere Geltungsbereiche, in denen man entsprechende Bilder, die keine Zeichen sind, findet: Erstens in der bildenden Kunst, besonders in Teilen der abstrakten Kunst – paradigmatisch sind die Collagen von Kurt Schwitters –, und zweitens in den Neuen Medien, wo Computersimulationen dazu verwendet werden, das digitale Bild als „Verstärker der Imagination“ zu präsentieren.

### Wahrnehmungsphilosophie
Gegenwärtig ist in der Wahrnehmungsphilosophie – so Wiesings Diagnose in Das Mich der Wahrnehmung – der Interpretationismus und Konstruktivismus in seinen unterschiedlichen Spielarten vorherrschend. Ein solcher Interpretationismus zeichnet sich dadurch aus, dass er von einem Primat des Subjekts ausgeht und die Wahrnehmung auf Interpretationsleistungen dieses Subjekts zurückführt. Eine alternative Position, die heutzutage jedoch kaum noch in der Wahrnehmungsphilosophie Bestand hat – man denke an die Abbildtheorien der Antike und des englischen Empirismus –, geht dagegen umgekehrt von einem Primat des Objekts aus und erklärt die Wahrnehmung, indem sie sie auf Kausalitätswirkungen der Realität auf das Subjekt zurückführt. Statt die Möglichkeit der Wahrnehmung entweder vom Subjekt oder vom Objekt aus zu erklären, schlägt Wiesing nun einen dritten Weg vor, der die Wahrnehmung nicht erklären, sondern phänomenologisch beschreiben will: Wenn die Wahrnehmung selbst ein nicht-erklärbares Urphänomen ist, dann lassen sich Subjekt und Objekt als die Folgen dieses Urphänomens begreifen. Hieraus ergibt sich für Wiesing konsequent eine Inversion der Transzendentalphilosophie, weil der Ort des Transzendentalen nicht länger das Subjekt, sondern die Wahrnehmung selbst ist: Diese inverse Transzendentalphilosophie fragt nicht nach den Bedingungen der Möglichkeit, sondern nach den Folgen der Wirklichkeit. Nicht das Subjekt konstituiert das Wahrnehmungsobjekt, sondern die Wahrnehmung konstituiert umgekehrt mich – daher kann von einem Mich der Wahrnehmung gesprochen werden. Das Subjekt ist ein Mich, weil es eine Folge der Wahrnehmung ist; und wenn ihm diese Wahrnehmung fortwährend zugemutet wird, dann muss es selbst wahrnehmbar, leiblich, affizierbar und öffentlich – kurz, ein Teil der Welt sein:

„Meine Wahrnehmung benötigt, um überhaupt meine Wahrnehmung sein zu können, mich als ein sinnliches Subjekt, das von Dingen affiziert werden kann – und genauso ist es für mich, ein Wahrnehmender zu sein. Ich fühle mich nicht nur anwesend, sondern werde in Wirkungszusammenhänge involviert, zu einem Teil im Kausalverkehr der weltlichen Dinge, eben zu einem bewirkten Subjekt.“

### Humeforschung
2007 veröffentlicht Wiesing einen ausführlichen Kommentar zu David Humes Untersuchung über den menschlichen Verstand. Neben dem Zweck, dieses Werk von Hume in seiner Entstehung, Argumentation und Wirkung vorzustellen, zeigt Wiesing insbesondere die besondere Nähe von Hume zur Phänomenologie auf.

### Luxus
In seinem 2015 erschienenen Buch Luxus entwickelt Wiesing eine Phänomenologie des Luxus. Der Grundgedanke ist, dass Luxus nicht über materielle Eigenschaften bestimmbar ist, sondern als ein Phänomen verstanden werden sollte, bei dem jemand durch den Besitz einer bestimmten Sache in die Lage versetzt werden kann, eine ästhetische Erfahrung zu machen:

„Eine Sache wird dadurch zum Luxus, dass sie von einer Person auf eine bestimmte Art und Weise erlebt wird. […] Luxus ist ein Phänomen im spezifisch phänomenologischen Sinne des Wortes: ein Etwas, das für jemanden ist.“

Wiesing gelingt damit ein grundlegender Perspektivenwechsel in der geisteswissenschaftlichen Auseinandersetzung um dieses Thema. Denn statt wie in der bisherigen Diskussion üblich, eine Bewertung von Luxus vorzunehmen, wird die Frage gestellt: Was überhaupt Luxus ist? Dafür greift Wiesing auf eine Denkfigur zurück, die Schiller in seinen Briefen über die ästhetische Erziehung des Menschen entwickelt hat. Schiller argumentiert darin, dass der Mensch nur dann im eigentlichen Sinne des Wortes Mensch ist, wenn ihm ein harmonischer Ausgleich – Schiller spricht hier vom Zustand des Spiels – zwischen seiner leiblichen Natur und der Vernunft gelingt. Gerät er allerdings unter die Herrschaft einer dieser beiden Pole, zwischen denen sich ein Mensch zwangsläufig immer bewegt, droht er entweder zum Wilden oder aber zum Barbaren zu verkommen. Wiesing dazu:

„Friedrich Schillers Barbaren […] sind ein treffendes Beispiel für Menschen, die unvernünftig vernünftig sind und deshalb aus Schillers Sicht kein gutes, ausgeglichenes Leben führen.“

Hier setzen die Überlegungen von Wiesing zum Luxus an. Luxus ist: wenn man es trotzdem macht; wenn ein Mensch, obwohl er weiß, dass es irrational, übertrieben, ineffizient, zu teuer und wohl deshalb eindeutig unvernünftig wäre, er trotzdem zu dem Schluss kommt, eine bestimmte Sache besitzen zu wollen. Aber eben nicht um der Provokation willen und schon gar nicht um seine Kaufkraft oder seine soziale Stellung zu demonstrieren – dafür reserviert Wiesing den Begriff des Protzes und grenzt ihn aufs Schärfste von der Luxuserfahrung ab –, sondern um eine Erfahrung zu machen, bei der man sich von den üblichen Vorstellungen eines vermeintlich vernünftigen Lebens regelrecht befreit. Wie der Dadaismus in der Kunst, so Wiesing, darf der Luxus deshalb als Versuch verstanden werden, sich „gegen spießige Normvorstellungen“ zu behaupten. Kurz gesagt: „Luxus ist der Dadaismus des Besitzens“. Ein Beispiel kann dies veranschaulichen:

„Man stelle sich eine Person vor, die aufgrund ihrer Armut auf Zuwendungen angewiesen ist, um ihren Lebensunterhalt zu bestreiten. Doch diese Person gibt die kleinen Spenden – vielleicht sogar zum Ärger des Spenders, Luxus hat auf Außenstehende schnell etwas Provozierendes – nicht vernünftig und sinnvoll für die dringend notwendigen und zweckmäßigen Dinge aus, sondern nimmt sich frech und trotzig die Freiheit heraus, aller Vernunft zum Trotz ein Stückchen Sahnetorte im ersten Café vor Ort zu essen.“

Luxus kann folglich nach Wiesing erlebt werden, ohne dass ein außerordentlich teurer Gegenstand Teil eines Geschehens ist. Und umgekehrt ist es nach Wiesing möglich, dass im Luxus gelebt wird, ohne dass dieser tatsächlich erfahren wird. Es ist sogar anzunehmen, dass aufgrund „von Größenwahn, Habgier und Selbstherrlichkeit, aber auch aufgrund von Naivität und Gewöhnung“ letzteres gar nicht so selten der Fall ist. Doch Phänomene des ostentativen Reichtums sollten nicht dazu führen, die Erfahrung, die durch den Besitz einer Sache gemacht werden kann, per se zu leugnen. Ganz in der Tradition von Adorno stehend argumentiert Wiesing: In einer durch und durch auf Vernunft und Effizienz getrimmten Gesellschaft kann die Erfahrung von irrationalem Luxus als eine Möglichkeit betrachtet werden, sich von einem wuchernden Effizienzdenken und Vernunftdiktat nicht gänzlich vereinnahmen lassen zu müssen:

„Der lebende Mensch fühlt in den Momenten der Luxuserfahrung, dass er lebt und dass nur derjenige vernünftig sein kann, der nicht gezwungen ist, vernünftig sein zu müssen.“

### Phänomenologie des Selbstbewusstseins
In seinem 2020 erschienenen Buch Ich für mich. Phänomenologie des Selbstbewusstseins vertritt Lambert Wiesing die These, dass das Selbstbewusstsein ein nicht erklärbares Ereignis ist, welches zwar unbestreitbar wirklich ist, jedoch nicht weiter hergeleitet werden kann. Deshalb wird ein Methodenwechsel transzendentalen Philosophierens vorgeschlagen. Statt der philosophischen Tradition seit Kant folgend nach den Bedingungen der Möglichkeit von Selbstbewusstsein zu fragen, wird die Frage phänomenologisch umgekehrt: Was sind die erlebbaren Folgen der Wirklichkeit von Selbstbewusstsein? Diese Methode nennt Wiesing „inverse Transzendentalphilosophie“.

„Die Bedingungen der Möglichkeit von Selbstbewusstsein sind einem Subjekt nicht selbst bewusst; sie lassen sich deshalb nicht phänomenal erschließen. Denn wer Bewusstsein hat, hat kein Bewusstsein davon, warum er Bewusstsein hat – aber er hat ein Bewusstsein von den Folgen der Wirklichkeit.“

Die Folgen der Wirklichkeit von Selbstbewusstsein, für die Wiesing argumentiert, die auch als „gleichursprüngliche Korrelationsapriori“ bezeichnet werden, sind:
1. Die eigene Existenz: Weil es das Selbstbewusstsein gibt, gibt es auch denjenigen, der selbstbewusst ist. Dieses Ich bezeichnet Wiesing als „Mich“, da es sich um eine erlebbare Folge und nicht um eine logisch notwendige Bedingung von Selbstbewusstsein handelt.

„Aus der Wirklichkeit meines Selbstbewusstseins folgt denknotwendig und gleichursprünglich, dass es mich für mich gibt.“

2. Ein Daseinsstil: Wer Selbstbewusstsein hat, muss mit einem Stil in der Welt sein und dieser Daseinsstil spielt sich notwendig zwischen den Extremen eines malerischen Mit-der-Welt-verbunden-Seins und eines linearen Von-der-Welt-distanziert-Seins ab.

„Die Wirklichkeit meines Selbstbewusstseins zwingt mich dazu, stilistisch variierend im Spektrum von malerisch und linear in der Welt zu sein.“

3. Selbstwertbewusstsein: Wer mit Selbstexistenzbewusstsein in der Welt ist, muss ein Selbstwertbewusstsein haben. Somit zeigt Wiesing einen internen Zusammenhang auf zwischen dem Selbstbewusstsein im Sinne der Philosophie des Geistes und dem Selbstbewusstsein im alltäglichen Sprachgebrauch.

„Mich gibt es in der Welt nur mit Selbstinteresse und mit Selbstachtung. Denn die Wirklichkeit lässt mich derart kontingent in der Welt sein, dass ich für mich ein Wert sein muss.“

Die Parallele zu den kunsthistorischen Kategorien des Linearen und Malerischen wird auch hier aufgezeigt. Das Selbstwertbewusstsein bewegt sich Wiesing zufolge ebenfalls in den Grenzen eines Spektrums, nämlich zwischen Selbsthingabe und Selbstbehauptung.

„Die Antwort auf die Frage, wie mir zumute ist, wenn ich extrem leiblich oder extrem malerisch in der Welt bin, lautet also: Das Sein eines malerischen Daseins ist die weltinkludierende Selbstwertzumutung; das Sein des malerischen Daseins ist die Zumutung einer eintauchenden Selbsthingabe […] Die Antwort auf die Frage, wie mir zumute ist, wenn ich extrem körperlich-linear in der Welt bin, lautet demnach: Das Sein eines linearen Daseins ist eine weltexkludierende Selbstwertzumutung; das Sein meines linearen Daseins ist die Zumutung einer auftauchenden Selbstbehauptung.“

4. Diese zwei Extreme des Selbstwertbewusstseins entsprechen wiederum zwei Extremen der Selbstsorge und daraus folgend auch zwei extremen Formen des Wohnens, nämlich einem weltinkludierenden und einem weltexkludierenden Wohnen.

„Dieses Spektrum lässt sich an denkbaren Extrembeispielen für die jeweilige Form des Wohnens aufzeigen: am gewählten Wohnen in der Holzhütte im ländlichen Wald als Manifestation einer extrem inkludierenden Selbstfürsorge des Bewohners und am gewählten Wohnen im Penthouse eines großstädtischen Wolkenkratzers als Manifestation einer extrem exkludierenden Selbstfürsorge des Bewohners.“

## Auszeichnungen und Preise
- 2015 Wissenschaftspreis der Aby-Warburg-Stiftung
- 2018 Thüringer Forschungspreis im Bereich Grundlagenforschung
- 2021 Marsilius-Medaille zur Förderung des Gesprächs zwischen den Wissenschaftskulturen

## Werke

### Monografien
- Stil statt Wahrheit. Kurt Schwitters und Ludwig Wittgenstein über ästhetische Lebensformen. München: Wilhelm Fink Verlag 1991. ISBN 978-3-7705-2704-5.
- Die Sichtbarkeit des Bildes. Geschichte und Perspektiven der formalen Ästhetik. Reinbek bei Hamburg: Rowohlt Taschenbuch Verlag 1997. ISBN 978-3-593-38636-2.
- Die Uhr. Eine semiotische Betrachtung. Saarbrücken: Verlag St. Johann 1998. ISBN 978-3-928596-33-6.
- Phänomene im Bild. München: Wilhelm Fink Verlag 2000. ISBN 978-3-7705-3532-3.
- Zusammen mit Gottfried Jäger: Abstrakte Fotografie. Denk- und Bildmöglichkeiten. Bielefeld: Verlag der Fachhochschule Bielefeld 2000.
- Artifizielle Präsenz: Studien zur Philosophie des Bildes. Frankfurt am Main: Suhrkamp 2005. ISBN 978-3-518-29337-9.
  - englisch: Artificial Presence. Philosophical Studies in Image Theory. Stanford: Stanford University Press 2010. ISBN 978-0-8047-5941-0.
  - polnisch: Sztuczna obecnosc. Studia z filozofii obrazu. Warschau: Oficyna Naukowa 2012. ISBN 978-83-7737-014-8.
- Die Sichtbarkeit des Bildes. Geschichte und Perspektiven der formalen Ästhetik. Frankfurt am Main; New York: Campus Verlag 2008. ISBN 978-3-593-38636-2.
  - französisch: La visibilité de límage. Histoire et perspectives de l'esthétique formelle. Paris: Vrin 2014. ISBN 978-2-7116-2598-7.
  - polnisch: Widzialność obrazu. Historia i perspektywy estetyki formalnej. Warschau: Oficyna Naukowa 2008. ISBN 978-83-7459-058-7.
  - englisch: The Visibility of the Image: history and perspectives of formal aesthetics. London; New York [u. a.]: Bloomsbury Publishing 2016. ISBN 978-1-4742-3264-7.
- Das Mich der Wahrnehmung: Eine Autopsie. Frankfurt am Main: Suhrkamp 2009.
  - englisch: The Philosophy of Perception. Phenomenology and Image Theory. London, New Delhi, New York und Sydney: Bloomsbury 2014. ISBN 978-1-78093-759-5.
  - italienisch: Il Me della percezione. Un’autopsia. Mailand: Marinotti Edizioni 2014. ISBN 978-88-8273-149-6.
- Zusammen mit Jens Balzer: Outcault. Die Erfindung des Comic. Bochum und Essen: Ch. Bachmann Verlag 2010. ISBN 978-3-941030-07-7.
- Sehen lassen. Die Praxis des Zeigens. Frankfurt am Main: Suhrkamp 2013. ISBN 978-3-518-29646-2.
- Luxus. Berlin: Suhrkamp 2015. ISBN 978-3-518-58627-3.
  - englisch: A philosophy of Luxury. London, New York: Routledge 2019. ISBN 978-0367138417.
- Das Mich der Wahrnehmung: Eine Autopsie. Frankfurt am Main: Suhrkamp 2015. ISBN 978-3-518-29771-1.
  - englisch: Philosophy of perception. Phenomenology and image theory. London : Bloomsbury Academic 2016. ISBN 978-1-4742-7532-3.
- Ich für mich. Phänomenologie des Selbstbewusstseins. Berlin: Suhrkamp 2020. ISBN 978-3-518-29914-2.
- Assoziationen. Das Erlebnis der Individualität. Berlin: Suhrkamp 2025. ISBN 978-3-518-30057-2, Rezension.[24]

### Herausgeberschaften, Textkommentare und Texteditionen
- Herausgabe und Textkommentare: Philosophische Ästhetik. Aschendorffs philosophische Textreihe, Kurs 7. Münster: Aschendorff-Verlag 1992.
- Herausgabe zus. mit Birgit Recki: Bild und Reflexion: Paradigmen und Perspektiven gegenwärtiger Ästhetik. München: Wilhelm Fink Verlag 1997.
- Herausgabe und Einleitung: Philosophie der Wahrnehmung: Modelle und Reflexionen. Frankfurt am Main: Suhrkamp 2002.
- Herausgabe und Kommentar zur deutschen Übersetzung: Maurice Merleau-Ponty: Das Primat der Wahrnehmung. Frankfurt am Main: Suhrkamp 2003.
- Herausgabe, Kommentar und Überarbeitung der dt. Übersetzung: David Hume: Eine Untersuchung über den menschlichen Verstand. Frankfurt am Main: Suhrkamp 2007. ISBN 978-3-518-27005-9
- Herausgabe der Kongress-Akten der Deutschen Gesellschaft für Ästhetik: Ästhetik und Alltagserfahrung. VII. Kongress der Deutschen Gesellschaft für Ästhetik. Bd. 1. 2008, ISSN 2192-7871.
- Herausgabe zus. mit Wolfgang Ullrich: Grosse Sätze machen: Über Bazon Brock. Paderborn: Wilhelm Fink Verlag 2016. ISBN 978-3-7705-5878-0